# Hada leonicae
Hada leonicae là một loài bướm đêm trong họ Noctuidae.